# Stigmidium rivulorum
Stigmidium rivulorum är en lavart som först beskrevs av Kernst., och fick sitt nu gällande namn av Cl. Roux & Nav.-Ros. 1994. Stigmidium rivulorum ingår i släktet Stigmidium och familjen Mycosphaerellaceae.   Inga underarter finns listade i Catalogue of Life.